# Gregory House
Gregory House es el personaje protagonista de la serie House M. D. (2004-2012), interpretado por el actor británico Hugh Laurie. Médico de profesión, especializado en enfermedades infecciosas y nefrología, el personaje lidera un equipo de diagnóstico en el ficticio Hospital Universitario Princeton-Plainsboro. Tiene altas capacidades intelectuales, con un coeficiente intelectual que se estima en 158 según un fan (en Quora), aunque esto nunca es mencionado oficialmente ni en la serie ni en entrevistas con los creadores. House es descrito como amargado, sarcástico, cínico, maníaco en algunas ocasiones, misántropo, narcisista y cascarrabias. Precisamente, este último adjetivo fue una de las palabras más populares en 2006 gracias al carácter del protagonista de la serie.
Los métodos poco ortodoxos que House utiliza para diagnosticar, las terapias alternativas y la racionalidad incondicional dan como resultado varios conflictos con sus colegas de profesión. House a menudo es retratado como una persona carente de simpatía y compasión hacia sus pacientes, una práctica que le permite resolver enigmas patológicos. El personaje está inspirado en Sherlock Holmes. Un ejemplo de ello es que si bien el detective era adicto a la cocaína, el médico es adicto a la vicodina para controlar el dolor de su pierna, derivado de un infarto en un músculo.
Tom Shales, del The Washington Post, lo tildó «el personaje más impactante que haya sido un éxito televisivo en años» y en 2008 fue votado como el segundo doctor más sexy de todos los tiempos, por detrás del doctor Doug Ross (George Clooney) de la serie ER. Hugh Laurie ha ganado varios premios por su interpretación, incluidos dos Globo de oro al mejor actor en series dramáticas, y estuvo nominado a los Emmy en 2005, 2007, 2008, 2009 y 2010. TV Overmind ha nombrado al personaje como el «mejor personaje de televisión de la última década» y dentro de la lista de los 100 mejores personajes, TV Guide lo considera el mejor de todos los tiempos.

## Vida del personaje

### Infancia y juventud
Gregory House es hijo de John y Blythe House. Su padre era un piloto militar (coronel) que tuvo como destino varios lugares del mundo. Uno de los países en donde vivió la familia fue Egipto, donde House quedó fascinado por la arqueología, la alquimia y los tesoros, lo cual permanece hasta su madurez. Otro de los sitios de residencia fue el archipiélago de Japón, en donde, a los catorce años de edad, House descubrió su vocación por la medicina cuando presenció el respeto del que gozaba un médico perteneciente a la baja clase social de los buraku al que acudían diversos doctores cuando no sabían cómo curar a su paciente.
House quiere a su madre pero odia a su padre, a quien denomina «brújula moral demente», y deliberadamente intenta evitar a ambos progenitores. En un punto, House relata una historia de sus padres dejándolo a cargo de su abuela, cuyos castigos constituían abuso infantil. Más tarde confiesa que era su padre quien lo maltrataba. En la quinta temporada, cuando su padre fallece, House sospecha que el difunto no era su padre biológico. Muy poco antes del sepelio, el médico decide extraerle un fragmento de oreja al cadáver y realizar una prueba de ADN: finalmente, la prueba demuestra que John House no era su padre verdadero.
Gregory House se doctoró, con especialidad en enfermedades infecciosas, en la Universidad Johns Hopkins. Durante el tiempo que pasó en la universidad, fue sorprendido copiando en un examen por un compañero llamado Philip Weber, quien en última instancia logró su expulsión. Debido a esto, House continuó sus estudios en la Universidad de Míchigan y allí conoció a Lisa Cuddy, con quien tuvo una relación amorosa de una noche y que se convertiría posteriormente en su jefa.

### Relación con Stacy Warner
Casi diez años antes del comienzo de la serie, en los años 90, el doctor House conoció a una abogada llamada Stacy Warner (Sela Ward) en un partido de paintball donde competían abogados contra médicos e iniciaron una relación. Cinco años después, durante un partido de golf, el médico sufrió un infarto en el cuádriceps de su pierna derecha y no fue correctamente diagnosticado durante los tres primeros días, debido a las preocupaciones de los doctores de su comportamiento como adicto a las drogas. Al final, House se diagnosticó a sí mismo: un aneurisma en su muslo se había coagulado, llevando a un infarto y causando que el músculo quedase inmóvil. House se sometió a un bypass en su pierna para restaurar la circulación sanguínea, arriesgándose a que sus órganos fallasen y a un paro cardíaco. Luego, House fue puesto en estado de coma, para dormir sin sufrir dolor, pero Stacy actuó contra su voluntad y autorizó una cirugía más segura entre la amputación y un bypass, extirpando el músculo muerto. Como resultado, House perdió parcialmente el uso de su pierna y el dolor quedó en estado crónico, debiendo caminar con bastón; toma vicodina con mucha frecuencia para evitar el dolor. House no había podido perdonar a Stacy por haber tomado semejante decisión, por lo que ella le dejó.
Al comienzo de la tercera temporada, House temporalmente vuelve a tener la habilidad de caminar y correr luego de un tratamiento especializado. Sin embargo, el dolor crónico en su pierna regresa, por lo que House vuelve a la vicodina y al bastón.
Cuando Stacy hace su primera aparición en la serie, está casada con un consejero escolar llamado Mark Warner (Currie Graham). Aunque House y Stacy vuelven a pasar tiempo juntos y se reúnen brevemente durante la segunda temporada, House le dice a su exnovia que regrese con su marido, lo cual la deja asolada.

### Médico en el Princeton-Plainsboro
El doctor Gregory House trabaja en el Hospital Universitario Princeton-Plainsboro de Princeton (Nueva Jersey), a las órdenes de la directora Lisa Cuddy (Lisa Edelstein) y como jefe de un equipo de diagnóstico. Su mejor y único amigo es el doctor James Wilson (Robert Sean Leonard), quien es jefe del departamento de oncología. 
Los médicos del equipo de House son, durante las tres primeras temporadas de la serie, el doctor Eric Foreman (Omar Epps), la doctora Allison Cameron (Jennifer Morrison) y el doctor Robert Chase (Jesse Spencer). Al final de la tercera temporada, el equipo se disolvió.
Durante la cuarta temporada, House poco a poco seleccionó a tres nuevos miembros: la Dra. Remy «Trece» Hadley (Olivia Wilde), el Dr. Chris Taub (Peter Jacobson), y el Dr. Lawrence Kutner (Kal Penn). Durante la quinta temporada, Kutner se suicida con un disparo en la cabeza, dejando totalmente afligidos a los demás miembros del equipo.

### Relación con Lisa Cuddy
Debido a los métodos poco convencionales que House emplea con sus pacientes y a sus controvertidas perspicacias, habitualmente suele discutir con su jefa. No obstante, incluso pese a las demandas que acumula el equipo de House, Cuddy se niega a despedirle y lo considera como uno de los mejores médicos del hospital. Durante la quinta temporada, aunque parece que el médico y su jefa tienen una relación amorosa, House descubre que se trata de imaginaciones suyas provocadas por el uso excesivo de la vicodina. Por ello, decide ingresar voluntariamente en el Hospital Psiquiátrico Mayfield y se da cuenta de algo: lo único que controla el dolor de su pierna es resolver los enigmas médicos. De nuevo en el Princeton-Plainsboro, House reconoce que está enamorado de su jefa y decide conquistarla. Sin embargo, sus esfuerzos no le sirven de nada: ella tiene una relación con Lucas Douglas (Michael Weston), un detective que House contrató en el pasado para que espiara a Wilson.
En el último capítulo de la sexta temporada, House acude a un edificio derrumbado por una grúa. Allí, bajo los escombros, se encuentra una chica llamada Hanna que necesita ser atendida: tiene la pierna bajo los restos del edificio. House, que acaba entablando una relación de amistad con ella, se niega a amputarle la pierna, pero al final no tiene más remedio. Lo que el médico no imagina es que la chica muera por un embolismo graso causado por dicha amputación y eso le deja frustrado. Ya en su casa, House decide volver a tomar vicodina y, justo en ese momento, llega Cuddy. Le dice que ha dejado a Lucas y que en realidad está enamorada de él.
Durante la primera mitad de la séptima temporada, House se enfrenta a la madre de Cuddy y descubre que ella y su hija no se llevan muy bien. Además, aunque en un principio cree que Rachel —la niña pequeña que adoptó Cuddy— es tonta, finalmente acaba encariñándose con ella. Pero todo cambia cuando Cuddy enferma y House recae en la vicodina por toda la ansiedad que sufre. Ella decide romper con él, ya que quería estar con una persona que realmente pudiera sentir y compartir su dolor. La ruptura provoca que House haga cosas arriesgadas o estúpidas, sólo para distraerse de su amargura: se lanza a una piscina desde el balcón de un hotel o se casa con una mujer ucraniana llamada Dominika (Karolyna Widra) para que consiga la residencia en Estados Unidos.
Sin embargo, lo más grave es que House roba una medicina experimental, probada únicamente en ratas, que tiene por objetivo restaurar nervios y músculos dañados. No obstante, cuando descubre que esta medicina causa tumores malignos en las áreas afectadas, él descubre que tiene tres en la pierna. Poco después, por la noche intenta extirparlos en la bañera de su cuarto de baño, pero al no conseguirlo, llama de emergencia a todos sus conocidos de confianza y la única que responde a su llamada es su expareja, Cuddy. Ella lo traslada al hospital, donde es atendido de emergencia y se asegura, a petición de House, de que no le amputen la pierna de no ser estrictamente necesario. Ya por la mañana House despierta en el hospital medianamente recuperado y habla con Wilson. Este le pide que deje de hacer tonterías y comience efectivamente a enfrentar su dolor. House habla con Cuddy y le dice lo frustrado y herido que se siente.
Cuando House decide aceptar su ruptura, a modo de simbolismo, decide devolverle a Cuddy un cepillo del pelo. Cuando llega a casa de la doctora y ve que tiene una cita, enloquece y estampa su coche en medio del salón de su jefa. Ella decide dejar el hospital y él, a pesar de que escapa de Estados Unidos, es detenido e ingresa en prisión.

### Última temporada
En la octava y última temporada de la serie, House, después de un tiempo en prisión, vuelve al Hospital Princeton-Plainsboro a petición del nuevo jefe, que no es otro que su antiguo subordinado Eric Foreman. En el nuevo equipo seguirán trabajando Chase y Taub, a los que se unirán las doctoras Chi Park (Charlyne Yi) y Jessica Adams (Odette Annable). En la recta final de la temporada, su mejor amigo, Wilson, le confiesa que tiene cáncer y que le queda poco tiempo de vida. House, después de hacer colapsar accidentalmente las cañerías del hospital y destruir parte de la infraestructura, es acusado de vandalismo por la policía, por lo cual corre el riesgo de volver de nuevo a la cárcel y no poder acompañar a Wilson en sus últimos meses de vida; aun así, House sigue trabajando y encuentra un paciente con problemas de adicción a las drogas con el que se siente inmediatamente identificado.
En el último capítulo de la serie, finalmente, House desaparece del hospital para evitar ser arrestado. El médico se despierta en un edificio en llamas, después de haber consumido heroína con su paciente drogadicto, que acaba falleciendo por sobredosis. En medio de la desesperación, House experimenta alucinaciones con dos personas de su pasado (la doctora Amber Volakis y el doctor Lawrence Kutner) que lo ayudarán a resolver el enigma de cómo llegó a su situación actual y que lo llevarán a reflexionar sobre sus problemas y a decidir si seguir viviendo o dejarse morir. Aparentemente, House no logra salir vivo del sitio en llamas.
En su funeral, Wilson pronuncia un discurso en el que alaba (y también critica) a su mejor amigo. En ese momento, recibe en su teléfono móvil un revelador mensaje que dice: «¡Cállate, idiota!». Es House, que ha fingido su muerte para no volver a prisión y poder disfrutar con Wilson de sus últimos cinco meses de vida. Después de esto, Wilson se reúne con House, quien le explica cómo fingió su muerte. Wilson le dice a House que está arruinando su vida, que después de que él muera ya no podrá volver a practicar la medicina y que pasará años en la cárcel. House le contesta: «Estoy muerto, Wilson. ¿Cómo quieres pasar tus últimos meses de vida?». Debido a que House se marchó del Princeton-Plainsboro, el doctor Robert Chase se convierte en el nuevo jefe del departamento de diagnóstico.
En la siguiente secuencia aparecen House y Wilson en el puente de una carretera con sus motocicletas. Wilson empieza a declarar en voz alta: «Cuando el cáncer se empiece a poner muy mal...», pero House lo interrumpe: «El cáncer es aburrido», sentencia. Acto seguido, los dos suben a las motocicletas y se alejan por la carretera.

## Personalidad

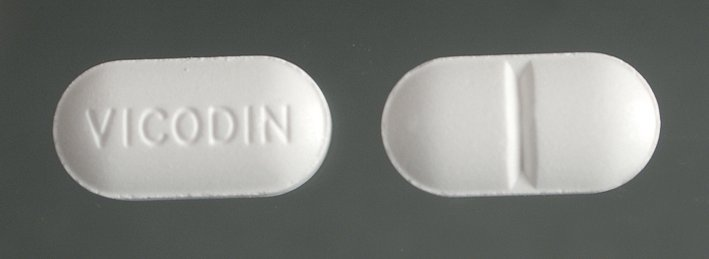
Vicodina, la droga a la que es adicto el personaje de Gregory House.

El personaje de House frecuentemente muestra su ingenio astuto e incisivo de maneras excéntricas. Disfruta separando a las personas y a menudo se burla de sus debilidades. House precisamente descifra las historias de la gente basándose en su aspecto o su personalidad. El Dr. James Wilson dice que «mientras algunos médicos tienen el complejo de Mesías, House tiene el complejo del "Cubo de Rubik"; necesita resolver el acertijo». House generalmente espera el mayor tiempo posible antes de conocer a sus pacientes, aunque prefiere no hacerlo. Cuando los ve, muestra métodos poco ortodoxos y usa tratamientos no convencionales. Sin embargo, los sorprende con diagnósticos rápidos y acertados, luego de parecer que no estaba prestando atención. Esta habilidad se demuestra en una escena en la que House diagnostica a una sala de espera completa en menos de un minuto, mientras sale del hospital.
Su carácter se le atribuye por lo general al dolor crónico en su pierna (como resultado de un infarto) por lo cual necesita un bastón. Según Stacy Warner, su exnovia, era parecido antes del infarto, mientras que su jefa Lisa Cuddy declaró que antes de la cirugía era un «molesto egocéntrico y narcisista, al igual que en la actualidad». Por el dolor crónico en la pierna, House toma vicodina todos los días, y como resultado ha desarrollado una adicción a la droga. Acepta que tiene una adicción, pero dice que la misma no es un problema porque no interfiere con su trabajo ni con su vida.
Presenta altas capacidades intelectuales, con un coeficiente intelectual que se estima en 158. Como políglota, House habla inglés, francés, español, portugués, hindi, mandarín y ruso. Escucha jazz y rock, toca el piano y la guitarra (al igual que Hugh Laurie) y tiene un interés en las guitarras eléctricas vintage. House es un entusiasta jugador de videojuegos, le gusta asistir a espectáculos de monster trucks con Wilson, y es un fan de los Philadelphia Phillies y los Philadelphia Flyers. También es (al igual que Laurie) un motociclista: maneja una Honda CBR1000RR Repsol Edition, con placa Y91, que es vista en «Swan Song», «Help Me», «Deception» y «Post Mortem»; además, también maneja un sedán Dodge Dynasty.
Es ateo y antiteísta, por lo que se burla abiertamente de los colegas o pacientes que muestran algún nivel de creencia en cualquier aspecto religioso. Prefiere no creer en la vida después de la muerte, porque convertiría a la vida en «una prueba».
House frecuentemente dice «todo el mundo miente», pero, en broma, remarcó que estaba mintiendo cuando había dicho eso en el último episodio de la primera temporada. House critica al protocolo social por su carencia de un propósito racional y su poca utilidad. En un episodio, explica cuánto envidiaba a un paciente autista porque la sociedad le permitía al paciente olvidar los refinamientos que él debía sufrir. Más tarde en el mismo episodio, el Dr. Wilson sugiere que House padece el síndrome de Asperger, el cual se caracteriza por un número de síntomas presentes en House, tales como la dificultad de aceptar las reglas sociales, su soberbia y su resistencia al cambio, etc.
House frecuentemente contrata el servicio de prostitutas, una actividad de la que el Dr. Wilson frecuentemente le reprende. Ha probado todo tipo de drogas, llegando incluso a consumir LSD para curarse una migraña y hasta ha realizado experimentos y operaciones en su propia persona para probar alguna teoría, como cuando intentó «medio matarse» para comprobar si en realidad existía el cielo o el infierno.
House es un fuerte inconformista y le da muy poca importancia a la opinión que puedan concebir las demás personas sobre él. A lo largo de la serie, muestra un desprecio sardónico hacia las figuras de autoridad. House muestra una indiferencia constante ante su propia apariencia, teniendo una barba permanente y vistiéndose de manera informal, con pantalones vaqueros y una camiseta. Evita vestir el tradicional guardapolvo blanco para evitar que los pacientes lo reconozcan como médico.
House no tiene una vida social muy activa, y su único amigo es el Dr. James Wilson. Wilson conoció a House antes del infarto y lo cuidó cuando la relación de House con Stacy terminó. El hecho de que el Dr. Wilson se mude al apartamento de House luego de su matrimonio fallido simboliza el refugio emocional que encuentra en su amigo. Aunque frecuentemente se analizan y critican el uno al otro, Wilson ha arriesgado su carrera para proteger a House. Este ha admitido silenciosamente, en varias instancias, que aprecia la presencia de Wilson, incluso nombrándolo como su mejor amigo. Cuando Wilson renuncia a su empleo y a su amistad con House y se muda de Nueva Jersey en la quinta temporada, House se desespera para recuperar a su amigo, contratando a un detective privado para perseguirlo. Finalmente, se reconcilian en el funeral del padre de House.
Una muestra más de esto se lleva a cabo en la sexta temporada, en la cual Wilson, al verse comprometido con un paciente, decide donarle parte de su hígado y pide la presencia de House en el momento de la operación, a lo que un principio se niega argumentando que si lo pierde estará realmente solo.
Los tonos de House en el teléfono móvil son «MMMBop» del grupo Hanson para llamadas de su equipo de diagnóstico, y «Dancing Queen» de ABBA para su único amigo, James Wilson.

## Concepto y creación del personaje
Hugh Laurie describe a House como un personaje que se niega a «tener la piedad usual de la vida moderna» y espera encontrar un diagnóstico raro cuando trata a sus pacientes. Como protagonista, muchos aspectos de su personalidad son la antítesis de lo que podría esperarse de un médico. La productora Katie Jacobs ve a House como un personaje fijo, que está acostumbrado a vivir en la desdicha. Jacobs ha dicho que el Dr. Wilson, su único amigo en la serie, y House evitan relaciones serias, lo cual los acerca más al uno con el otro. Robert Sean Leonard, por su parte, dijo que el Dr. Wilson es uno de los pocos que mantiene voluntariamente una relación con House, porque su personaje es libre para criticarlo.
A pesar de su personalidad sardónica, Lisa Edelstein dijo que House es un personaje en el que no se puede confiar. Edelstein dice que esta característica se demuestra en varias ocasiones durante la tercera temporada, durante la cual la carrera como médico de House se ve en juego debido a investigaciones realizadas por el detective Michael Tritter (David Morse), quien lo arresta por poseer drogas. El conflicto legal de House termina cuando el personaje de Edelstein, Lisa Cuddy, comete perjurio durante su declaración.
Adoptar un acento estadounidense para su papel ha sido difícil para Laurie, quien dice que palabras tales como «arteria coronaria» son particularmente difíciles de pronunciar. Los trucos con el bastón que se ven en el transcurso de la serie fueron creados por el mismo Laurie. En el episodio piloto, House sostiene su bastón del mismo lado que la pierna lastimada, lo cual fue explicado por el creador de la serie, David Shore: «Algunas personas se sienten más cómodas llevando el bastón en el brazo dominante, y eso es aceptable».

### Similitudes con Sherlock Holmes

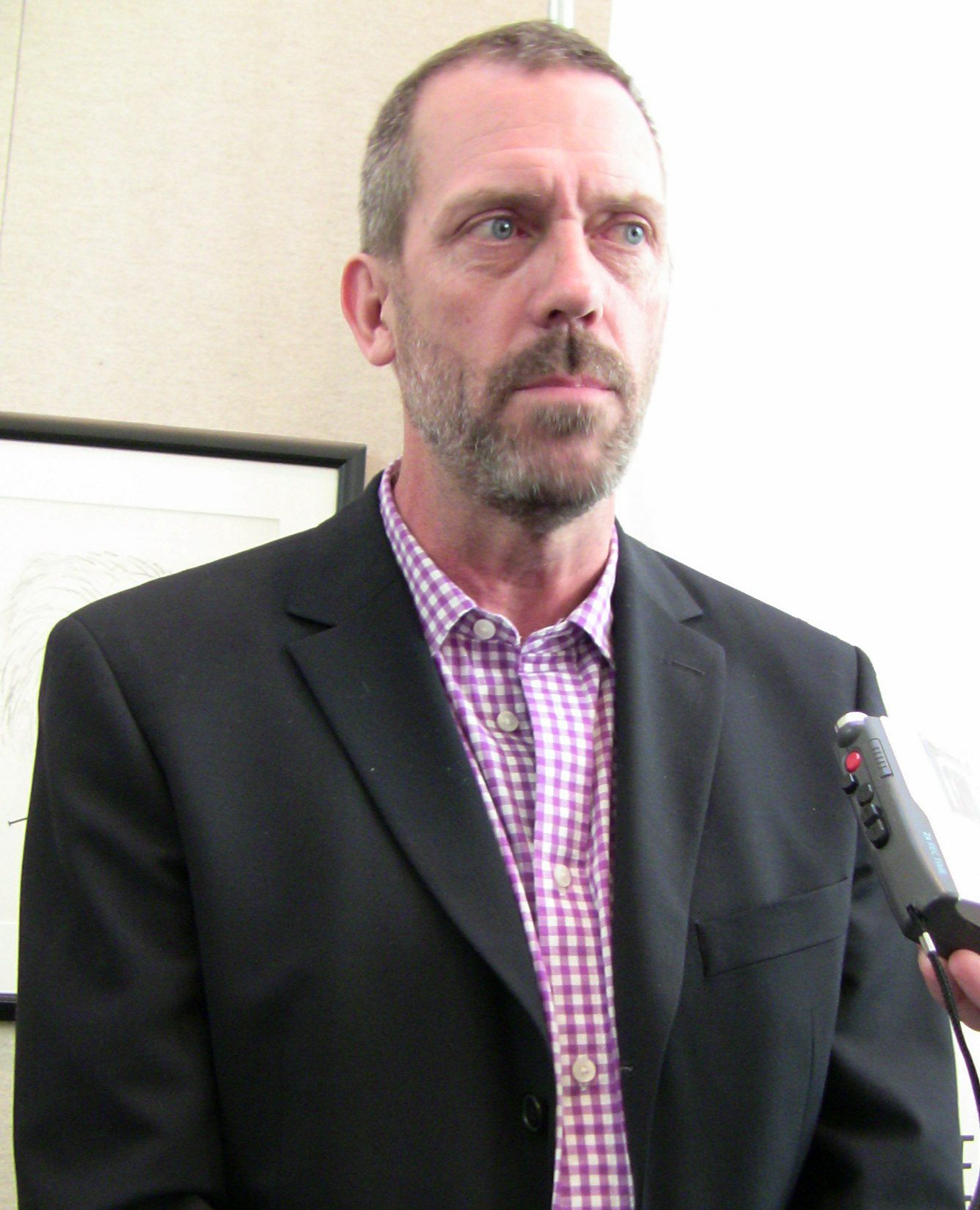
Hugh Laurie, el actor que personifica a House, en 2009.

El personaje de Gregory House está parcialmente inspirado por el detective ficticio Sherlock Holmes. El apellido «House» es un juego de palabras con «Holmes» (un homófono de «homes»). Leonard ha dicho que House y su personaje, originalmente, iban a interpretar los papeles de Sherlock Holmes y del Dr. Watson en la serie, aunque cree que el equipo de House es quien ha asumido la personalidad de Watson. House es adicto a la vicodina y experimenta otras drogas, mientras que Holmes tiene el hábito de la cocaína y regularmente fuma en pipa. Ambos personajes son músicos (House toca el piano y la guitarra; Holmes el violín) y ambos tienen el talento de describir las intenciones y las historias de las personas con exactitud, basándose en aspectos físicos y de sus personalidades. La primera paciente de House en la serie se llama Rebecca Adler (como Irene Adler, «La mujer», el personaje femenino que más fascina a Holmes). Tanto Holmes como House viven en el 221 B de Baker Street. El hombre que le dispara a House en el episodio «No Reason», Jack Moriarty, coincide con el adversario de Sherlock Holmes, el profesor James Moriarty. Además en el capítulo «Joy to the World» se revela que Wilson le dio a House un libro de medicina escrito por Joseph Bell, médico que inspiró a Conan Doyle para crear a Sherlock Holmes.

### Audiciones
Antes de que Hugh Laurie audicionase para el papel de Gregory House, estaba filmando la película El vuelo del Fénix en Namibia. Laurie planeó audicionar para los papeles de James Wilson y para el de Gregory House. Cuando leyó que Wilson era un personaje «atractivo», decidió simplemente intentar suerte con House. Luego de ver varias versiones del episodio piloto, Bryan Singer comenzó a sentir frustración y se negó a considerar a más actores británicos para el papel debido a sus pobres desempeños hablando con acento estadounidense. Sin embargo, cuando vio la cinta de la audición de Hugh Laurie, sin saber quién era, se sorprendió de su acento estadounidense. Creyó que era estadounidense y lo elogió como ejemplo de un verdadero actor estadounidense. Laurie inicialmente creía que James Wilson sería el protagonista de la serie luego de leer una breve descripción del personaje, y no se dio cuenta de que House tenía el papel principal hasta que leyó el libreto completo del episodio piloto. Antes de la emisión de la serie, a los productores les preocupaba el hecho de que House carecía de sex appeal para los espectadores. Aunque el salario original de Laurie no ha sido confirmado, en 2008 Erin Fox de TV Guide reveló que House recibiría cuatrocientos mil dólares por episodio al comienzo de la quinta temporada de la serie.